# Апфелькюхле

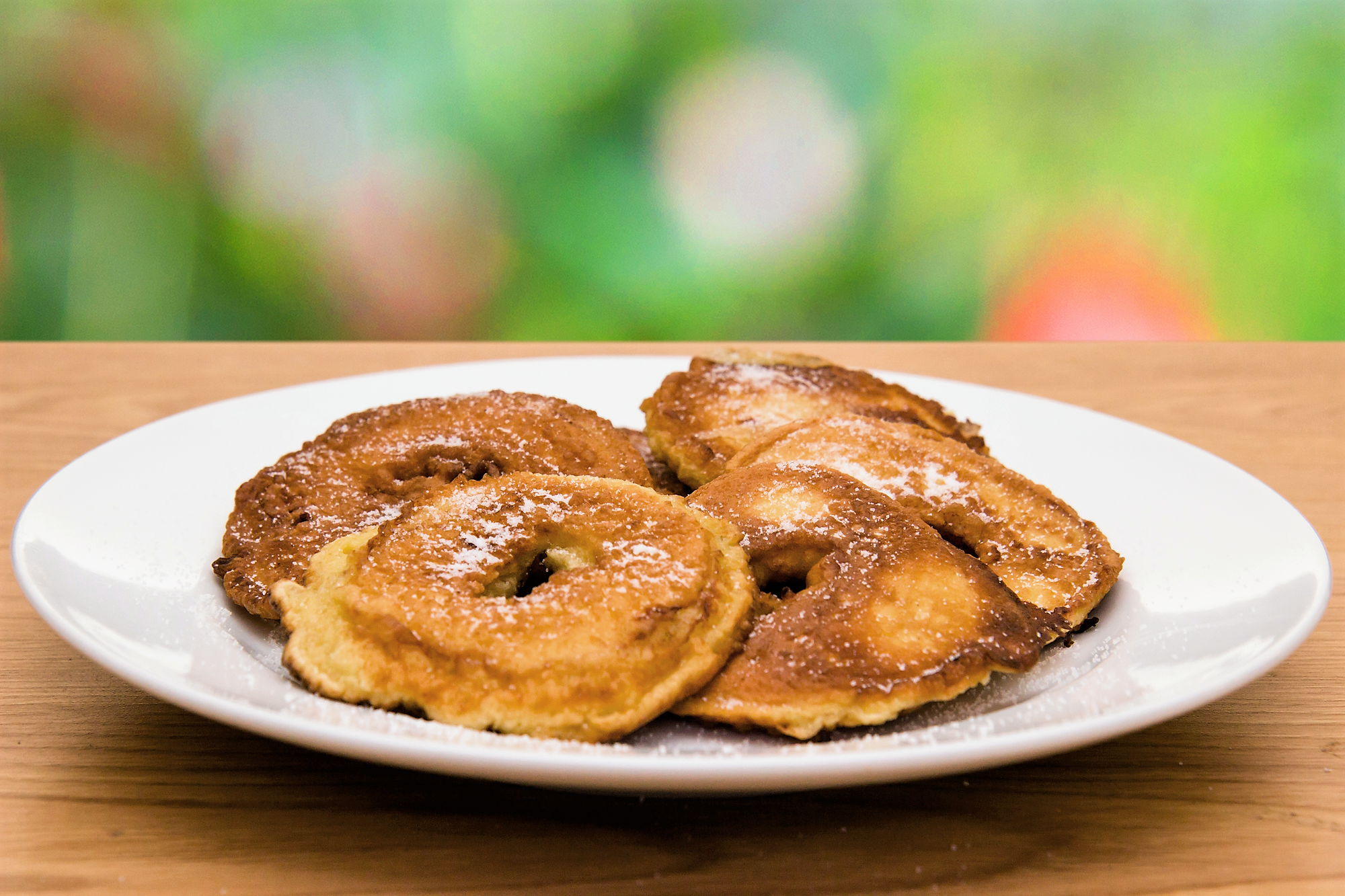
Апфелькюхле с коричным сахаром

А́пфелькюхле (нем. Apfelküchle — букв. «яблочный пирожок») — традиционное немецкое блюдо родом с юга Баден-Вюртемберга или Австро-Венгрии, распространившееся по Европе и США. Разновидность бенье. Сытные жаренные во фритюре яблочные колечки в густом тесте по традиции выступают основным блюдом в обед в Жирный четверг и Фастнахт, но их также сервируют на десерт с Grand Marnier или ромом, компотом, ванильным соусом или шариком ванильного мороженого.
В классическом рецепте дрожжевое тесто для апфелькюхле замешивают с молоком и пивом. Порезанные колечками яблоки сначала обваливают в муке, затем окунают в тесто и жарят во фритюре на топлёном масле до золотистого цвета. Маслу с готовых апфелькюхле дают стечь на бумажном полотенце, посыпают коричным сахаром и незамедлительно подают к столу. С конца XVIII века апфелькюхле подавали в Бадене под ныне почти забытым соусом шодо.